# Pekka Pamilo
Pekka Pamilo, född 10 september 1949 i Helsingfors, är en finländsk genetiker.
Pamilo blev filosofie doktor 1982. Han var 1990–2002 professor i genetik vid Uppsala universitet och blev 2000 professor i ämnet vid Uleåborgs universitet.
Han har främst analyserat relationen mellan populationers genetiska struktur och deras sociala och spatiella struktur hos samhällsbyggande insekter, särskilt olika myrarter. I samarbete med zooekologer har Pamilos kvantitativt-teoretiska grepp gett upphov till en forskningslinje som hör till de internationellt mest uppmärksammade inom finländsk biologi.
År 1999 valdes han till ledamot av Finska Vetenskapsakademien och år 2003 av Finska Vetenskaps-Societeten.